# 科贝利内
47°32′53″N 36°45′49″E / 47.54806°N 36.76361°E
科贝利內（烏克蘭語：Кобильне）是位於烏克蘭東南部的村莊，由扎波羅熱州波洛希區的羅濟夫卡市鎮負責管轄。該村面積1.51平方公里，海拔高度139米，2001年人口152，人口密度每平方公里100.7人。